# Riciclo crostale

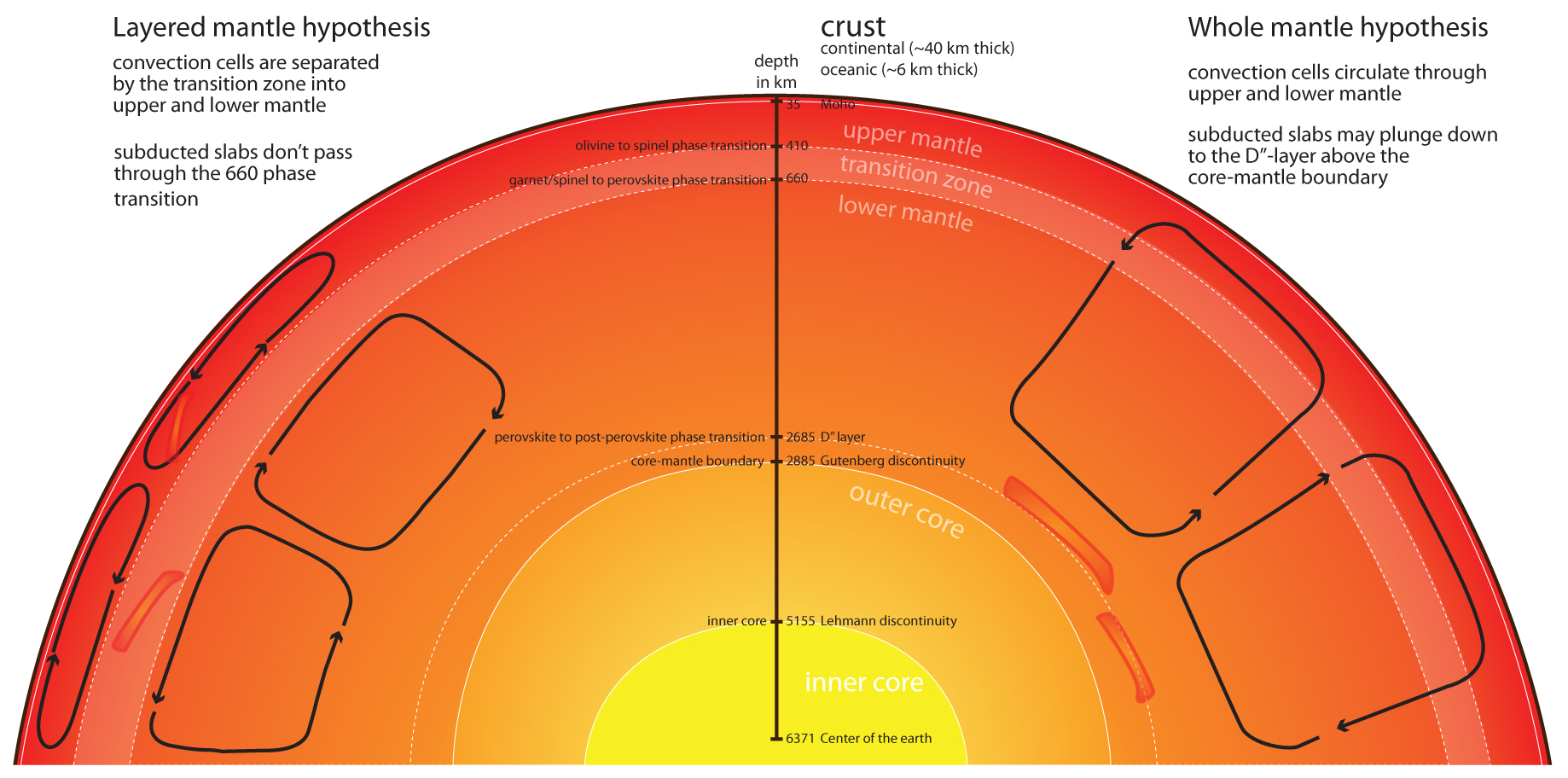
Uno schema di alcune dinamiche del mantello. A sinistra, il modello a celle convettive a strati, a destra quello a celle convettive uniche.

Il riciclo crostale è un processo tettonico in cui il materiale superficiale della litosfera viene riciclato all'interno del mantello terrestre per erosione tettonica (o "erosione da subduzione") o per delaminazione. Le porzioni di placca in subduzione, i cosiddetti "slab", trasportano nel mantello non solo acqua e composti volatili ma anche materiale crostale e, poiché quest'ultimo ha una segnatura isotopica diversa da quella del mantello primitivo, il riconoscimento di tale segnatura in rocce derivanti da magmi provenienti dal mantello, come le kimberliti o i basalti delle dorsali oceaniche, fornisce una prova dell'esistenza del riciclo crostale.

## Storia e teoria
Tra il 1906 e il 1936, R. D. Oldham, A. Mohorovičić, B. Gutenberg e I. Lehmann utilizzarono dati sismologici per mostrare che la Terra era composta da una crosta e un mantello solidi e da un nucleo liquido, a sua volta divisibile in una zona esterna e una più interna. Negli anni 1980, poi, lo sviluppo della sismologia come strumento per l'indagine della struttura interna della Terra ha portato alla formazione di due correnti di pensiero, una secondo la quale i movimenti convettivi nel matello avvengono secondo un modello a cella convettiva unica (dove con "cella convettiva" si intende una circolazione di materiale freddo e materiale caldo) e una secondo cui tali moti convettivi avvengono secondo un modello a cella convettiva a strati.
I sostenitori di quest'ultima ipotesi affermano che l'attività convettiva del mantello sia confinata in due strati separati del mantello, il mantello inferiore e il mantello superiore, separati da una cosiddetta "zona di transizione" costituita da densissimi minerali come olivine mantelliche, granati e pirosseni, in transizione di fase verso strutture cristalline ancora più dense come quella degli spinelli, delle persovskiti silicatiche e delle post-perovskiti. Secondo tale modello, le placche che subducono, essendo fredde per via della loro esposizione all'acqua, possono affondare nel mantello superiore, ma tale proprietà non sarebbe sufficiente a far sì che esse affondino attraverso la fase di transizione del mantello, che si estende dai 410 ai 660 km di profondità, arrivando al mantello inferiore.
Secondo il modello a cella convettiva unica, invece, le differenze di densità osservate nel mantello (che si ritiene siano il frutto di transizioni di fase minerali) non impedirebbero ai moti convettivi di estendersi per l'intera profondità del mantello formando un'unica cella convettiva lungo tutto il suo spessore. Secondo tale modello, quindi, le placche in subduzione sarebbero in grado di muoversi attraverso la zona di transizione, oltrepassando i 660 km di profondità, fino ad arrivare vicino al termine inferiore del mantello, in una specie di "cimitero delle placche", dove potrebbero poi fungere da forza motrice per i moti convettivi nel mantello, sia localmente sia su scala crostale.

## Il destino del materiale subdotto
La comprensione del destino ultimo del materiale crostale è la chiave per comprendere i cicli geochimici, così come le persistenti eterogeneità all'interno del mantello, l'upwelling, ossia la risalita delle acque profonde, le varie composizioni del magma, la tettonica a placche e le dinamiche del mantello. Se le placche subdotte si fermano al limite a 660 km di profondità, come ipotizzato dal modello a cella convettiva a strati, il materiale che le compone non può essere incluso nei pennacchi del mantello, ossia in "zampilli" di materia calda che si ritiene risalgano dal profondo del mantello, ossia dalla zona confinante con il nucleo esterno, grazie alla spinta idrostatica dovuta alla loro minore densità; se invece le placche finiscono nel sopraccitato "cimitero delle placche", nella zona di confine tra mantello e nucleo, esse non possono essere coinvolte nella subduzione a slab piatto, essendo lo slab (in inglese, letteralmente, "bordo") la parte di placca subdotta, un tipo di subduzione in cui l'angolo con cui la placca in subduzione si immerge è inferiore ai 30°. Le dinamiche convettive del mantello sembrano quindi seguire un modello misto, risultante in un sistema a celle convettive parzialmente stratificate.
La ricerca geologica in merito è tutt'oggi attiva nel cercare di comprendere al meglio la struttura delle profondità della Terra, avvalendosi di misurazioni dirette e indirette delle proprietà del mantello derivanti da tecniche di sismologia, che forniscono la maggior parte delle informazioni oggi possedute sul mantello profondo e il confine mantello-nucleo, petrologia, geochimica isotopica e tomografia sismica.

## Evidenze

### Tomografia sismica
A partire dalle prime immagini a bassa risoluzione del mantello terrestre prodotte negli anni 1980, la tomografia sismica ha fatto passi da gigante, tanto che un'immagine pubblicata in copertina in un numero del 1997 di Science mostrava chiaramente uno slab freddo vicino al confine mantello-nucleo, così come un altro lavoro di ricerca, realizzato nel 2005 da A. R. Hutko e dal suo gruppo di ricerca, che mostrava un'immagine di tomografia sismica di uno slab freddo e piegato presente sempre al medesimo confine.
Tuttavia, la fase di transizione nel mantello potrebbe comunque giocare un ruolo importante nel comportamento in profondità delle porzioni di placca subdotte. In un articolo, W. P.  Schellart e il suo team di ricerca hanno infatti mostrato che la zona a 660 km di profondità può agire modificando l'inclinazione della placca in immersione. Inoltre, è stato supposto che anche la forma della zona di subduzione, avendo un ruolo nel modellare la geometria dello slab, possa influire sulle capacità di questo di oltrepassare la fase di transizione nel mantello.
Anche la mineralogia dello slab può avere un ruolo nella sua capacità di sprofondare nel mantello, poiché, ad esempio, in un articolo del 1993 è stato supposto che depositi di olivine metastabili possono formare, anche in un freddo slab in fase di immersione, aree tendenti a galleggiare maggiormente sul materiale del mantello, facendo sì che lo slab non riesca a trapassare la, più densa, zona di transizione sita a 660 km di profondità. In realtà però, in tale articolo non era stata del tutto considerata l’evoluzione dovuta all’aumentare della profondità subita dalla mineralogia dello slab, anche perché poche erano le informazioni riguardanti il tasso di riscaldamento di quest’ultimo, e proprio tale evoluzione mineralogica potrebbe giocare un ruolo fondamentale nel far raggiungere allo slab una densità sufficientemente elevata da permettergli di trapassare la fase di transizione nel mantello, come ipotizzato in un articolo del 2010 di Spasojevic e altri, dove viene mostrato come, secondo un modello elaborato dai sunnominati ricercatori, i minimi locali del geoide potrebbero essere spiegati dai processi che avvengono sia in corrispondenza che nell’intorno dei “cimiteri delle placche”.

### Isotopi stabili
La comprensione del fatto che le differenze tra i diversi strati della Terra non sono solo reologiche ma anche chimiche è stata fondamentale per capire come tracciare i movimenti del materiale crostale una volta che questo è stato subdotto. Una volta che una roccia torna sulla superficie terrestre dopo essere stata sotto la crosta, essa può essere campionata e analizzata in modo da poterne valutare il contenuto isotopico. Questo può poi essere paragonato alle composizioni isotopiche note della crosta e del mantello, e allo stesso modo si può agire con il contenuto di condriti, che di fatto rappresentano materiale originale, in gran parte completamente inalterato, sin dalla formazione del sistema solare.
In uno studio del 2009, un gruppo di ricercatori ha annunciato di aver potuto stimare che circa il 5-10% del mantello superiore è composto da materiale crostale riciclato, mentre, già nel 2006, T. F. Kokfelt e il suo gruppo di ricerca, portando a termine un'analisi isotopica del mantle plume presente sotto l'Islanda, avevano scoperto che le lave eruttate provenienti dal mantello contenevano componenti crostali, confermando così la teoria del riciclo crostale a livello locale.
In diversi lavori di ricerca effettuati da M. J. Walter e dal suo team e da altri, la scoperta di carbonatiti, associate con magmi immiscibili ricchi in volatili, e di minerali indicatori (nella fattispecie la già citata perovskite) nei diamanti è stata considerata come un segnale della presenza di carbonio organico, il quale potrebbe essere stato apportato solamente da materiale organico subdotto. Tali ricerche effettuate sulle carbonatiti, inoltre, portano alla conclusione che i magmi in profondità derivino da materiale dello slab disidratato.